# St. Johannes Baptist (Großeibstadt)

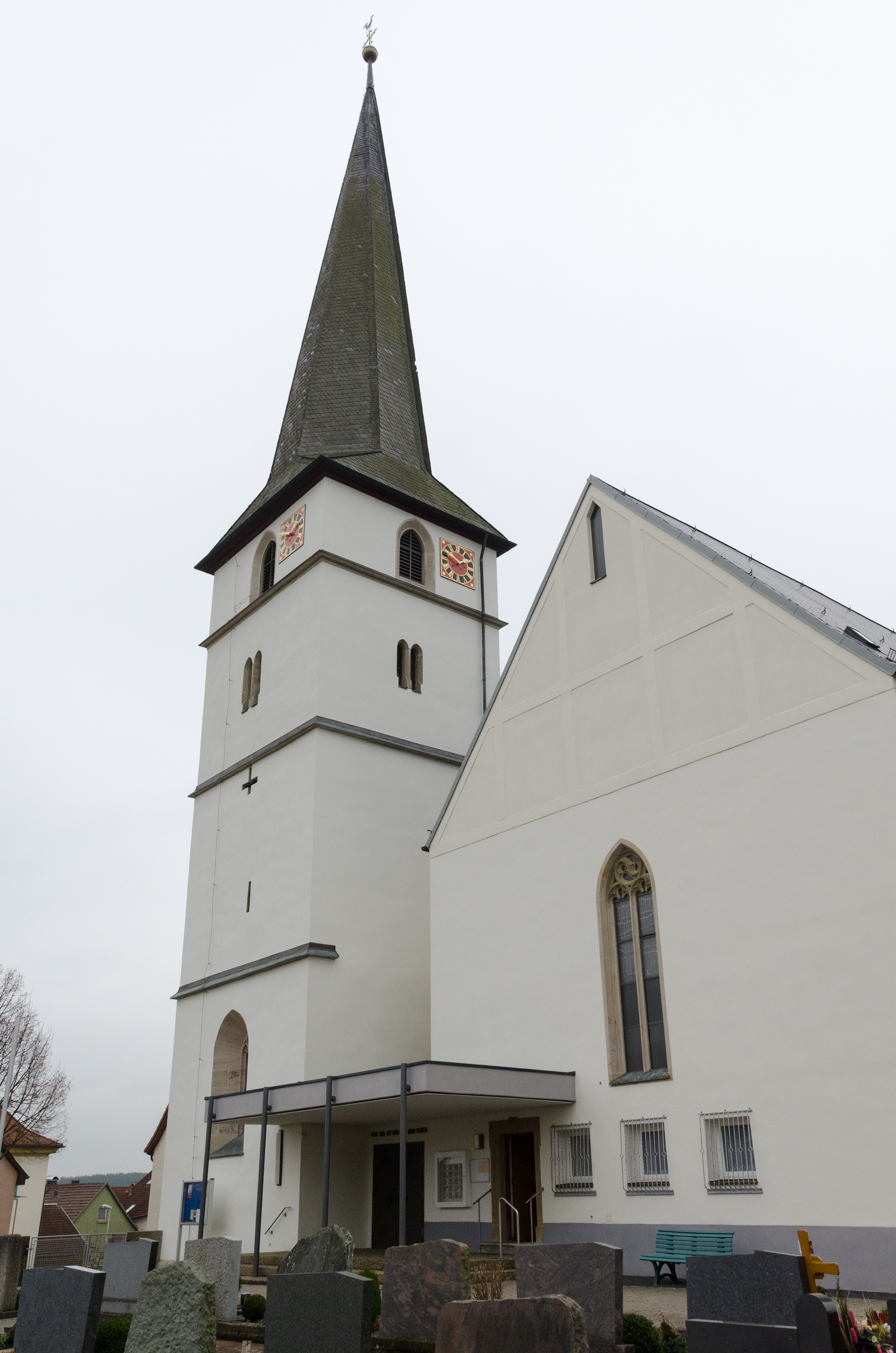
St. Johannes Baptist (Großeibstadt)

St. Johannes Baptist ist eine römisch-katholische Pfarrkirche in Großeibstadt, einer Gemeinde im unterfränkischen Landkreis Rhön-Grabfeld in Bayern. Das denkmalgeschützte Bauwerk hat einen Chorturm mit einem Unterbau im Kern aus dem 14. Jahrhundert. Die Pfarrei gehört zur Pfarreiengemeinschaft Westliches Grabfeld (Großeibstadt) im Dekanat Bad Neustadt des Bistums Würzburg.

## Beschreibung
Die unteren Geschosse des Chorturms stammen im Kern aus dem 14. Jahrhundert. Unter Julius Echter wurde der Chorturm aufgestockt, mit einem Knickhelm bedeckt und das mit einem Satteldach bedeckte Langhaus angefügt. Das oberste Geschoss des Chorturms beherbergt die Turmuhr und den Glockenstuhl, in dem drei Kirchenglocken hängen. 1965–66 wurde das Langhaus in den nördlichen Anbau einbezogen. Zur Kirchenausstattung gehören der um 1750 gebaute Hochaltar und zwei um 1680 gebaute Seitenaltäre. Die Orgel mit 20 Registern, 2 Manualen und einem Pedal wurde 1966 von Wolfgang Hey gebaut.